# Sauber C20
 (décembre 2023).
Si vous disposez d'ouvrages ou d'articles de référence ou si vous connaissez des sites web de qualité traitant du thème abordé ici, merci de compléter l'article en donnant les références utiles à sa vérifiabilité et en les liant à la section « Notes et références ».
Chronologie des modèles (2001)
Sauber C19 Sauber C21
La Sauber C20 est une monoplace de Formule 1, répondant au règlement technique de la saison 2001 conçue et développée par l'écurie suisse Sauber qui l'engage pour l'intégralité de la saison 2001. La C20 est équipée d'un moteur Ferrari 049 de la saison 2000 rebadgé Petronas 01A. Elle est dessinée sous la direction technique de l'ingénieur argentin Sergio Rinland et de l'Allemand Willy Rampf ; son développement au cours de la saison est assuré par l'ingénieur belge Jacky Eeckelaert.

## Conception de la monoplace

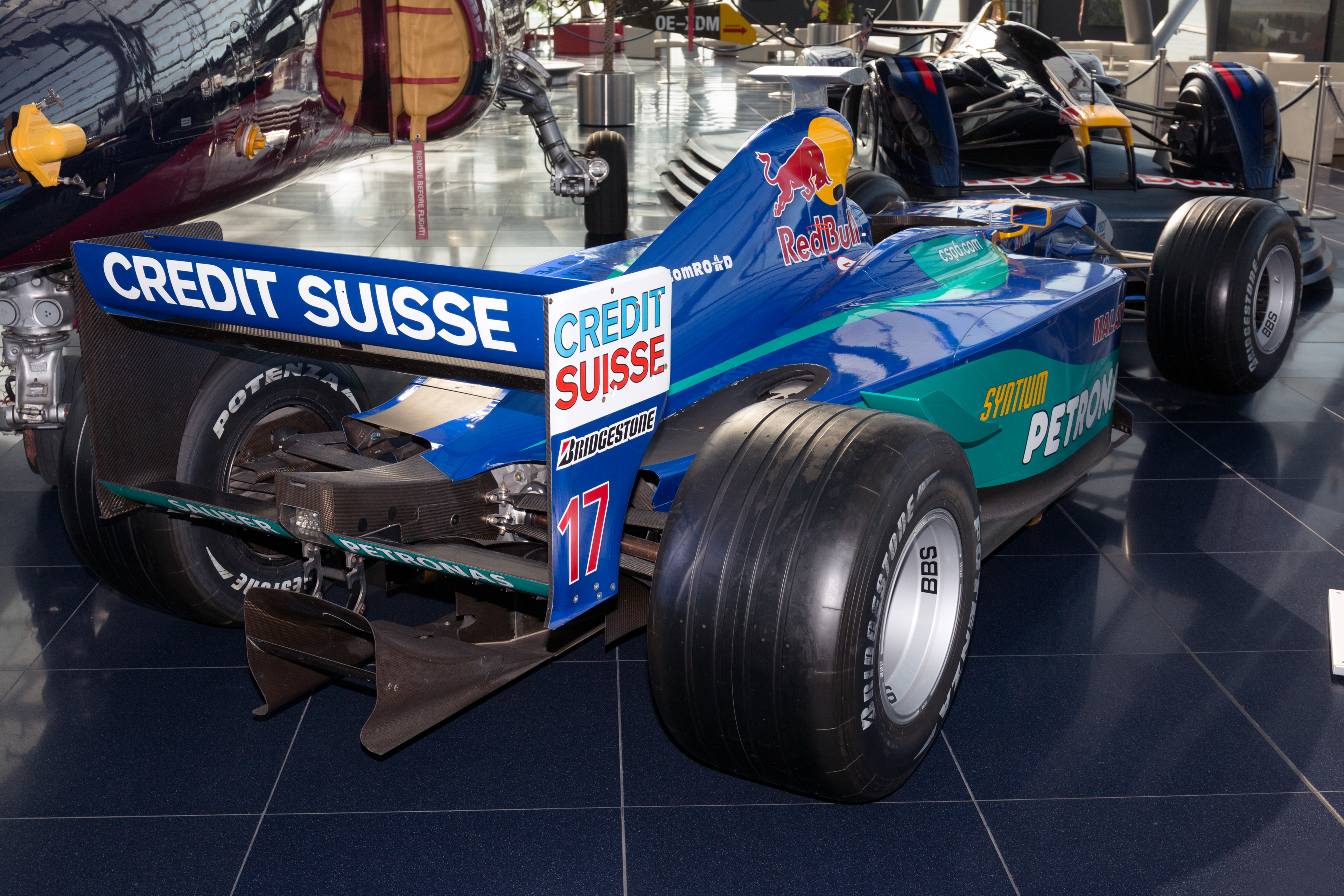
L'arrière de la Sauber C20.

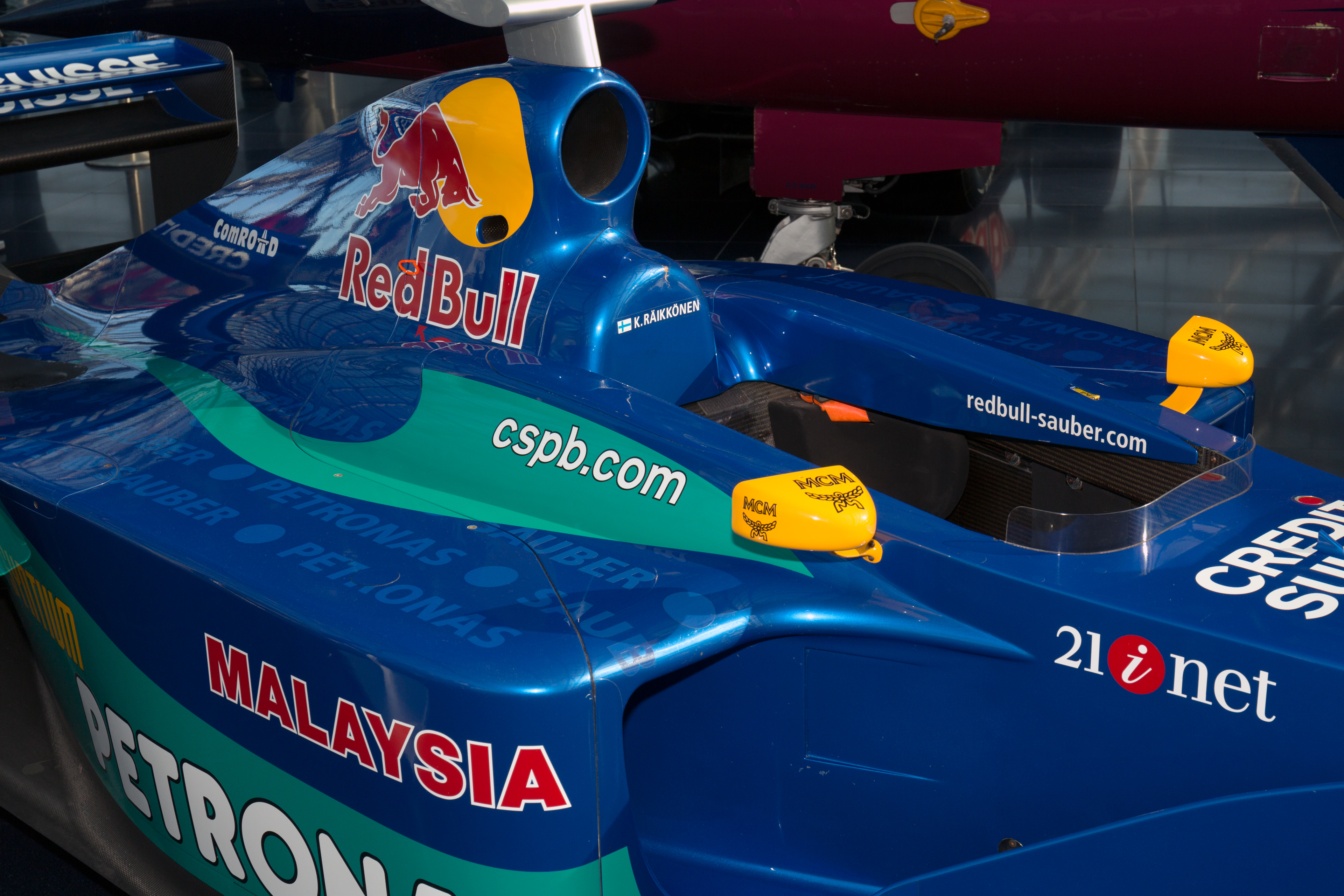
Le cockpit de la Sauber C20.

La monoplace est à la fois très simple et très soignée aérodynamiquement. Sauber capitalise l'acquis technique et optimise les dépenses liés au développement : la Sauber C20 est une évolution de la Sauber C19 de la saison 2000 dont elle conserve certains éléments comme les déflecteurs latéraux.
Le bombage due au carrossage des protections latérales du casque du pilote est prononcé et travaillé avec une utilisation massive d'arrondis pour la liaison avec les pontons. La zone entre ces protections et l'appui-casque est d'ailleurs creusée. Ce carrossage se finit avec une longue pointe pointant vers l'arrière.
L'aileron avant, pour répondre à la nouvelle réglementation de la saison 2001, en forme de boomerang à l’origine a été temporairement remplacé par un aileron en marche d'escalier ou complètement plat sur les circuits à haute vitesse comme Hockenheim ou Monza. Il est remarquable par la forme en demi-cercle au centre de l'ailette supérieure qui remonte sous le nez pour générer de l'appui aérodynamique.
L'arrière de la monoplace marque l'introduction et l'utilisation de dérives courbées partant du milieu du ponton et remontant devant les roues arrière. Ce design sera généralisé et perfectionné sur presque toutes les autres monoplaces de Formule 1 lors de la saison 2003. Au-dessus de ces dérives, selon les circuits, on a soit une cheminée, soit une seconde dérive plus petite.
À l'exception des premiers châssis utilisés lors des essais de pré-saison, une autre caractéristique de la Sauber C20 sont ses attaches de rétroviseurs dont la courbure irrégulière se referme.
La C20 possède une boîte à air au-dessus du casque du pilote de forme ronde quand la plupart des autres monoplaces adoptent une forme triangulaire ; elle est la seule Sauber à posséder cette boîte à air ronde.
La Sauber C20 possède une double-quille, un concept introduit par Sergio Rinland : au lieu d'avoir une seule quille centrale comme point d'attache des bras inférieurs des suspensions avant droite et gauche, elle dispose d'une quille pour chaque bras, dans le prolongement des bords du museau, laissant la partie centrale sous le museau sans obstacle pour le flux d'air. 
Pionnière de la suspension double-quille, la C20 est, dès 2002, copiées par d'autres écuries, comme McLaren ou Arrows.
Depuis la saison 1996, la livrée des Sauber est, globalement, restée identique. La livrée de la Sauber C20 va légèrement bousculer cette habitude : en effet, l'arrivée du commanditaire Crédit Suisse induit une présence plus forte de blanc. Ainsi, le museau, historiquement de couleur jaune Red Bull devient blanc. Le vert Petronas disparaît des déflecteurs latéraux, désormais intégralement bleus. Sur les pontons, il adopte une forme de S très étiré qui finit en pointe vers l'arrière. Il disparaît des dérives latérales de l'aileron arrière, qui deviennent blanches dans la partie haute et bleues dans la partie basse, affichant Bridgestone et le numéro du pilote.
Le numéro du pilote est déporté du museau vers la partie droite de l'ailette inférieure de l'aileron avant en début de saison avant de reprendre sa place d'origine avec l'arrivée du sponsor Temenos sur l'aileron avant.

## Historique
Mika Salo étant parti chez Toyota F1 Team et Pedro Diniz ayant pris sa retraite sportive, l'écurie suisse engage pour cette saison deux nouveaux pilotes titulaires, l'Allemand Nick Heidfeld, en provenance de Prost Grand Prix et par le Finlandais Kimi Räikkönen qui effectue sa première saison dans la discipline. Le pilote d'essais est le Brésilien Felipe Massa.
La FIA juge peu sage la titularisation de Kimi Räikkönen qui, à 21 ans, a peu d'expérience en monoplace mais les doutes sur le pilote finlandais se dissipent rapidement avec notamment une première course finie dans les points lors du Grand Prix d'Australie. Les trois Grands Prix suivants sont marqués par l'abandon de Räikkönen tandis que Nick Heidfeld termine sur le podium à la troisième place du Grand Prix du Brésil, son meilleur résultat. 
Räikkönen finit au pied du podium en Autriche et au Canada. Lors du Grand Prix de Belgique, le Finlandais abandonne à cause d'un problème de transmission et, plus tard, ne prend pas part au second départ. Heidfeld abandonne lui aussi, sur un problème de suspension. Le pilote allemand marque le dernier point de l'année pour Sauber lors du Grand Prix des États-Unis.

## Résultats en championnat du monde de Formule 1
| Saison | Écurie                   | Moteur           | Pneus       | Pilotes        | Courses | Courses | Courses | Courses | Courses | Courses | Courses | Courses | Courses | Courses | Courses | Courses | Courses | Courses | Courses | Courses | Courses | Points inscrits | Classement |
| Saison | Écurie                   | Moteur           | Pneus       | Pilotes        | 1       | 2       | 3       | 4       | 5       | 6       | 7       | 8       | 9       | 10      | 11      | 12      | 13      | 14      | 15      | 16      | 17      | Points inscrits | Classement |
| ------ | ------------------------ | ---------------- | ----------- | -------------- | ------- | ------- | ------- | ------- | ------- | ------- | ------- | ------- | ------- | ------- | ------- | ------- | ------- | ------- | ------- | ------- | ------- | --------------- | ---------- |
| 2001   | Red Bull Sauber Petronas | Petronas 01A V10 | Bridgestone |                | AUS     | MAL     | BRÉ     | SMR     | ESP     | AUT     | MON     | CAN     | EUR     | GBR     | FRA     | ALL     | HON     | BEL     | ITA     | USA     | JAP     | 21              | 4e         |
| 2001   | Red Bull Sauber Petronas | Petronas 01A V10 | Bridgestone | Nick Heidfeld  | 4e      | Abd     | 3e      | 7e      | 6e      | 9e      | Abd     | Abd     | Abd     | 6e      | 6e      | Abd     | 6e      | Abd     | 11e     | 6e      | 9e      | 21              | 4e         |
| 2001   | Red Bull Sauber Petronas | Petronas 01A V10 | Bridgestone | Kimi Räikkönen | 6e      | Abd     | Abd     | Abd     | 8e      | 4e      | 10e     | 4e      | 10e     | 7e      | 5e      | Abd     | 7e      | Abd     | 7e      | Abd     | Abd     | 21              | 4e         |

Légende : ici 